# Christine Schmutz
Christine Schmutz (* 15. April 1838 in Rappenau; † 12. April 1906 ebenda) war eine deutsche Mennonitin, die in ihrem Buch Samenkörner der Wahrheit von 1880 templerische Ansichten vertrat.

## Leben
Christine war eine Tochter eines gemmingen-hornbergischen Gutspächters aus Rappenau. Dort erfuhr sie eine strenge mennonitische Erziehung. Im Jahr 1880 heiratete sie ihren verwitweten Lehrer Metzger. Über ihr Leben ist ansonsten wenig bekannt. Ihr Nachlass wurde zunächst noch von dem Künstler Fritz J. Lindner verwahrt, ging jedoch später verloren.

## Werk
Im Jahr ihrer Hochzeit veröffentlichte Schmutz ihr im Vorjahr 1879 verfasstes Buch Samenkörner der Wahrheit, ausgestreut für wahrheitsliebende Herzen mit Prosa, Gedichten sowie Stellungnahmen zu religiösen Themen, wobei sie sich gemäß ihrem Vorwort einer einfältigen gemeinfaßlichen Sprache bediente.
In den Samenkörnern der Wahrheit beruft sich Schmutz auf Argula von Grumbach und spricht sich in einem Wort über die Templergenossenschaft deutlich für die pietistische Tempelgesellschaft aus. Im Bücherbericht 1880 des Gemeindeblatts der Mennoniten wurde das Buch zwar akzeptiert, jedoch kritisierte Ulrich Hege im Auftrag der Ältestenversammlung der Badener Mennoniten die irrige Bahn der Verfasserin und befand das Buch für nicht empfehlenswert.